# Hovhannes Baptist Apcar
Hovhannes Baptist Apcar, auch John Baptist Apcar oder Johannes Baptist Apcar (* 4. Januar 1884 in Giulfa, Iran; † 9. Juli 1967), war armenisch-katholischer Bischof von Ispahan im Iran.

## Leben
Hovhannes Apcar wurde am 3. November 1907 zum Priester der armenisch-katholischen Kirche geweiht. Am 24. August 1954 erhielt er die Ernennung der armenisch-katholischen Synode zum Bischof von Ispahan, die am 24. September 1954 von Papst Pius XII. bestätigt wurde. 
Der Patriarch von Kilikien Erzbischof Krikor Bedros XV. Agagianian  und die Mitkonsekratoren Erzbischof Iknadios Batanian und Erzbischof Nersès Tayroyan weihten ihn am 21. November 1954 zum Bischof. Er war Teilnehmer an der ersten und zweiten Sitzungsperiode des Zweiten Vatikanischen Konzils.